# Psophia napensis
O jacamim-do-napo (Psophia napensis) é uma ave gruiforme da família Psophiidae. É considerado por alguns autores uma subespécie de Psophia crepitans (Psophia crepitans napensis), sendo separado da subespécie nominal pelo rio Negro.
Seu nome provém do grego psophos, que significa ruído, qualquer som inarticulado, aquele que faz barulho forte; e de napensis, referente à região da província de Napo no Equador.

## Características
É semelhante ao jacamim-de-costas-cinzentas (Psophia crepitans), mas com a parte frontal do pescoço mais baixa e o peito bronze arroxeado. Mede entre 45 e 52 cm de comprimento e pesa cerca de 1,5 kg. A sua cabeça pequena exibe um forte e aguçado bico.

## Alimentação
A base de sua dieta é formada por todo tipo de frutos da floresta, bem como insetos, centopeias e sementes.

## Reprodução
A fêmea dominante, e somente essa, acasala com três machos diferentes, pondo depois três ovos em cavidades de árvores bastante altas. Pouco depois de eclodirem, as crias, respondendo ao chamado encorajador de todo o grupo social, saltam do ninho para se juntar aos adultos no solo.

## Hábitos
O habitat dessa ave é a floresta tropical amazônica. Caminha em bandos pelas matas sombrias, de preferência em terra firma, mexendo ritmicamente as asas e ziguezagueando pelas trilhas. Se assustado, o bando voa para árvores próximas e depois sobe para alturas consideráveis, pulando, voando e gritando.

## Distribuição geográfica
Extremo noroeste do Brasil, entre os rios Solimões e Negro, bem como o sul da Colômbia, o norte do Peru e o leste do Equador.